# 克萊鎮區 (北卡羅萊納州吉爾福德縣)
克萊鎮區（英語：Clay Township）是位於美國北卡羅萊納州吉爾福德縣的一個鎮區。

## 地方資料
克萊鎮區的面積為100.49平方千米，皆為陸地。根據2020年美國人口普查的數據，當地共有人口7086人，而人口密度為每平方千米70.51人。